# Dorotea Bucca
Dorotea Bucca (1360 – 1436) (ou Dorotea Bocchi) foi uma médica italiana. Pouco se sabe sobre sua vida, exceto o fato de que ocupou uma cadeira de medicina e filosofia na Universidade de Bolonha por mais de 40 anos, a partir de 1390. O pai já ocupara a mesma cadeira.
A prática de educar mulheres no campo da medicina na Itália parece ter sido mais liberal do que na Inglaterra, antes do século XIX. Anna Mazzolini foi Professora de Anatomia na Universidade de Bolonha em 1760, e outras mulheres italianas cujas contribuições em medicina foram registradas forma Trotula of Salerno (século XI), Abella, Jacobina Félicie, Alessandra Giliani, Rebecca de Guarna, Margarita, Mercuriade (século XIV), Constance Calenda, Calrice di Durisio (século XV), Constanza, Maria Incarnata e Thomasia de Mattio.